# Jordan Romero
Jordan Romero (12 de julho de 1996) é um alpinista estadunidense que se tornou o mais jovem a escalar o Monte Everest, com treze anos em 22 de maio de 2010. Nesta ocasião ele estava acompanhado de seu pai e também alpinista Paul Romero.
Aos 10 anos, ele já tinha escalado o Kilimanjaro, Tanzânia, e Aconcágua, Argentina.
| Cume notórios escalados por Romero | Cume notórios escalados por Romero | Cume notórios escalados por Romero | Cume notórios escalados por Romero | Cume notórios escalados por Romero | Cume notórios escalados por Romero |
| Ano                                | Cume                               | País                               | Continente                         | Elevação ft                        | Elevação m                         |
| ---------------------------------- | ---------------------------------- | ---------------------------------- | ---------------------------------- | ---------------------------------- | ---------------------------------- |
| Julho 2006                         | Mount Kilimanjaro                  | Tanzania                           | Africa                             | 19,340                             | 5,892                              |
| Abril 2007                         | Mount Kosciuszko                   | Australia                          | Australia                          | 7,310                              | 2,228                              |
| Julho 2007                         | Mount Elbrus                       | Russia                             | Europa                             | 18,510                             | 5,642                              |
| Dezembro 2007                      | Mount Aconcagua                    | Argentina                          | América do Sul                     | 22,841                             | 6,962                              |
| Junho 2008                         | Denali                             | United States                      | América do Norte                   | 20,320                             | 6,194                              |
| Setembro 2009                      | Mount Carstensz Pyramid            | Indonesia                          | Ásia                               | 16,024                             | 4,884                              |
| Maio 2010                          | Mount Everest                      | Nepal - China                      | Ásia                               | 29,029                             | 8,848                              |
| Dezembro 2011                      | Vinson Massif                      | N/A                                | Antarctica                         | 16,050                             | 4,892                              |

Romero está agora tentando escalar o ponto mais alto em cada um dos 50 estados dos EUA. Ele já escalou o Denali em junho de 2008.
| Os "50 Cumes do EUA" Escalado por Romero | Os "50 Cumes do EUA" Escalado por Romero | Os "50 Cumes do EUA" Escalado por Romero | Os "50 Cumes do EUA" Escalado por Romero | Os "50 Cumes do EUA" Escalado por Romero | Os "50 Cumes do EUA" Escalado por Romero |
| Ano                                      | Cume                                     | País                                     | Elevação ft                              | Elevação m                               | Notas                                    |
| ---------------------------------------- | ---------------------------------------- | ---------------------------------------- | ---------------------------------------- | ---------------------------------------- | ---------------------------------------- |
| Junho 2008                               | Denali                                   | Alaska                                   | 20,320                                   | 6,194                                    | [ 4 ]                                    |
| Agosto 2012                              | Kings Peak                               | Utah                                     | 13,286                                   | 4,123                                    | [ 5 ]                                    |
| 2012                                     | Mount Mansfield                          | Vermont                                  | 4,393                                    | 1,338.99                                 | [ 5 ]                                    |
| 2012                                     | Mount Washington                         | New Hampshire                            | 6,288                                    | 1,916.58                                 | [ 5 ]                                    |
| 2012                                     | Mount Katahdin                           | Maine                                    | 5,269                                    | 1,605.99                                 | [ 5 ]                                    |